# Поларизација
Поларизација у електроници је метод утврђивања већ одређеног напоном или струје на различитим местима код електронског кола у циљу успостављања адекватних услови рада у електронским компонентама. Многи електронски уређаји чија је функција обрада сигнала временски променљива ( АЦ) сигнала такође захтевају једносмерну струју или напон исправно раде. АЦ сигнала примењен на њих је принцип суперпозиције на овој ДЦ пристрасности струје или напона. Друге врсте уређаја, на пример магнетне главе за снимање, захтевају временски променљиви (АЦ) сигнал као пристрасност. Оперативна тачка од уређаја, такође познат као пристрасна тачка, тачка мировања, или К-тачка, јесте стабилан напон-држава или струја на одређеном терминалу активног уређаја (транзистора или вакуум цеви) са не примењују улазни сигнал.

## Преглед
У електротехници, термин пристрасност има следећа значења:
1. Систематско одступање од вредности из референтне вредности.
2. Износ за који просечан сет од вредности одступа од референтне вредности.
3. Електрична, механичка, магнетна, или друга сила ( поља) наноси на уређај да успостави референтни ниво за рад уређаја.
4. У телеграфу сигнализације система, развој позитиваних или негативаних напона једносмерне струје у тачки на линији да остану на одређеном референтном нивоау, као што је нула.

Најчешће, пристрасност просто се односи на фиксни ДЦ напоном на исту тачку у колу као сигнал наизменичне струје, често да изаберете жељени оперативни одговор полупроводника или други електронске компоненте (напред или назад пристрасност). За вакуум цеви, (много већи) напон пешетке пристрасности се такође често примењује на електродама мреже управо из истог разлога.
Врућа пристрасност може смањити животни век цеви, али "хладна" пристрасност може изазвати скрацену дисторзију.
Биас је такође термин који се користи за високе сигналу који се додају у Аудио сигнал са магнетном траком. Погледајте магнетофон пропустљивости.
Биас се користи у директан пренос сателита, као што су ДирецТВ и Дисх Нетворк, интегрисани пријемник / декодер (ИРД) кутија заправо напаја Феедхорн или [ [тиха блок конвертор]] (ЛНБ) пријемник монтиран на јело руку. Ова пристрасност се мења од нижег напона на виши напон за избор поларизација од ЛНБ, тако да прима сигнале који су поларизовани или смеру казаљке на сату или сату, тиме што му омогућава да прими дупло више канале.
Ми и даље треба да утврдимо оптималну вредност за ДЦ Поларизације како би изабрали отпорнике, итд. Ова тачка се зове пристрасност миран или Q-тачка јер даје вредност напона када се примењује улазни сигнал. Да бисте утврдили Q-тачку морамо да погледамо опсег вредности за које је транзистор у активном региону.

## Значај у линеарним колима
Линеарни кругови који укључују транзистор обично захтевају посебне ДЦ напоне и струју за правилан рад, што се може постићи коришћењем Поларизацијоног кола. Као пример потребе за пажљивом Поларизацијом, размислите транзистор појачала. У линеарним појачалима, мали улазни сигнал даје већи излазни сигнал без икакве промене у облику (низак изобличења): улазни сигнал изазива излазни сигнал да варира горе-доле око К-тачке на начин строго пропорционалног улаза. Међутим, пошто је нелинеарни транзистор, транзистор појачала само приближна линеарну операција. За ниском дисторзијом, транзистор мора бити пристрасни као љуљашка излазни сигнал не вози транзистор у региону изузетно нелинеарног рада. За биполарни транзистор појачала, овај услов значи да транзистор мора остати у активни режим, и избегавајте сечење или засићење. Исти захтев се примењује на Мосфет појачала, иако се терминологија разликује мало: МОСФЕТ мора остати у активном моду (или засићеном режиму), а избегавајте сечење или омску операцију (или триода моду).

### Биполарни транзистори
За чвор биполарноg транзистора ова тачка пристрасности је изабрана да обезбеди транзистор оперативним у активном режиму, користећи разне технике прекидача, успостављању К-тачке ДЦ напона и струје. Мали сигнал се затим примењује на врху пред-напона К-тачке, а тиме на или модулацију или пребацивање струје, у зависности од сврхе кола.
Мирана тачка рада је обично близу средине ДЦ оптерећење линија. Процес добијања одређене једносмерне струје колектора на одређеном ДЦ напона колектора успостављањем оперативне тачке зове се пред-напоном.
Након успостављања оперативне тачке, када се примењује улазни сигнал, излазни сигнал не би требало да премести транзистор или до засићења или до одсецања. Међутим, ова нежељена промена ипак може доћи, због следећих разлога:
1. Параметри транзистора зависи од разводне температуре. Као разводне порастом температуре, струја цурења услед мањинских носилаца наелектрисања (ICBO) се повећава. Као што сам ICBO расте, ICEO такође повећава, изазива повећање колекторске струје IC. Ово производи топлоту на раскрсници колектора. Овај процес се понавља, и, најзад, П-тачка може померити у региону засићења. Понекад, вишак топлоте произведене на раскрсници може чак спали транзистор. Ово је познато као топлотна одбеглог.
2. Када транзистор замењена другом истог типа, К-тачка може да смени, због промена у параметрима транзистора, као што су  текући добитак|текућег добитка ({\displaystyle \beta }) који варира благо за сваки јединствени транзистор.

Да би се избегло померање К-тачке, пристрасност-стабилизација је потребно. 

## Микрофони
Елементи Микрофон Елецтрет обично укључују ЈФЕТ транзисторе као импеданса конвертор да истерају другу електронику у року од неколико метара од микрофона. Погонска струја ове ЈФЕТ је обично 0,1 до 0,5 мА и често се назива пристрасност, који се разликује од интерфејса фантома снаге који снабдева 48 волти да ради на задње плоче традиционалне кондензаторског микрофона. Елецтрет микрофон пристрасност се понекад добија на посебном проводник.

## Погледајте такође
- Биполарни транзистор чвора
- Биполарни транзистор преднапона
- МОСФЕТ
- Празан ход струје
- Мали модели сигнала
- Трака пристрасности